# Tamaroe
De tamaroe of mindorobuffel (Bubalus mindorensis) is het meest bedreigde rund uit het geslacht van de Aziatische buffels (Bubalus) en komt alleen voor op het eiland Mindoro in de Filipijnen. Op het eiland Cebu is een fossiel van een verwante soort, Bubalus cebuensis, gevonden.

## Algemeen
De tamaroe is kleiner dan de waterbuffel (Bubalus bubalis) en lijkt wel wat op de carabao, een gedomesticeerde vorm van de waterbuffel en het nationale dier van de Filipijnen. In tegenstelling tot de carabao is de tamaroe wat hariger, heeft hij hoorns in een V-vorm en lichte markeringen op zijn kop.  
Nog een verschil tussen de carabao en de tamaroe is dat de carabao in kuddes leeft terwijl de tamaroe het grootste deel van zijn leven een solitair dier is. Hij leeft niet solitair gedurende de voortplantingsperiode en net na de geboorte, wanneer de moeder het kalf nog enige tijd zoogt. Er wordt gedacht dat de reden dat ze solitair leven ligt in het feit dat de bossen waarin ze leven een belemmering zijn voor het vormen van grote kuddes dieren.
Een tamaroe heeft een schouderhoogte van ongeveer 1 meter, met een gewicht van zo'n 300 kilo. Aan de hand van de hoorns is gemakkelijk te zien wat het geslacht van de tamaroe is. Een mannetje heeft bruine, afgeplatte hoorns, terwijl het vrouwtje meer afgeronde en donkerder hoorns heeft.
De tamaroe staat bekend en wordt gevreesd om zijn agressiviteit wanneer het dier in het nauw gedreven is.
Tamaroes worden zo'n 20 tot 25 jaar oud.

## Verspreiding en leefgebied
De tamaroe graast op grasvlakten in de buurt van de bossen waar de soort leeft en zich kan verschuilen bij gevaar.
Men denkt dat de tamaroe lang geleden ook voorkwam op het eiland Luzon, maar tegenwoordig komt de soort nog maar op twee locaties op Mindoro voor: in Mounts Iglit-Baco National Park en op Mount Aruyan in Sabayan.
Zijn geschatte aantal in 1900 was ongeveer 10.000. In 2000 werden er nog slechts 154 geteld, in oktober 2011 waren dat 274 exemplaren. In 2014 werden er bij de jaarlijkse telling 382 waargenomen. De IUCN status is dan ook: "kritiek". Pogingen om de soort in gevangenschap te fokken zijn tot nu toe niet zo succesvol geweest.

## Voedsel
De tamaroe leeft van gras, bamboe en waterplanten. In gevangenschap grazen ze tijdens de dag gemiddeld zo'n 4,5 uur, terwijl de soort in het wild, als gevolg van menselijke invloeden, meer en meer een nachtgrazer is geworden.

## Voortplanting
De voortplanting van de tamaroe vindt normaal gesproken in de maanden september tot en met januari plaats. De draagtijd is zo'n 300 dagen, waarna meestal één en een enkele keer twee jongen geboren worden tijdens de regentijd van Mindoro (juni-november).